# ماريكو (فوهة صدمية)
فوهة ماريكو (بالإنجليزية: Crater Mariko )‏، هي فوهة تصادم موجودة على سطح كوكب الزهرة، تمت تسميتها عام 1997 (ماريكو) لكونه أحد أكثر الأسماء الشخصية الأنثوية شيوعًا في اليابان ومطابقته قوانين تسمية الكواكب لحفر التصادم على الزهرة ذات الأقطار الأقل من 20 كيلومتر.
تقع الفوهة التي قطرها 11.2 كيلومتر (7.0 ميل) في المستطيل المساحي لمرتفاعات أفروديت (V-36).

## طالع أيضًا
- هضبة لاكشمي
- سهل سيدنا
- تاج زيسا
- فوهة صدمية